# Gerhard Hüsch

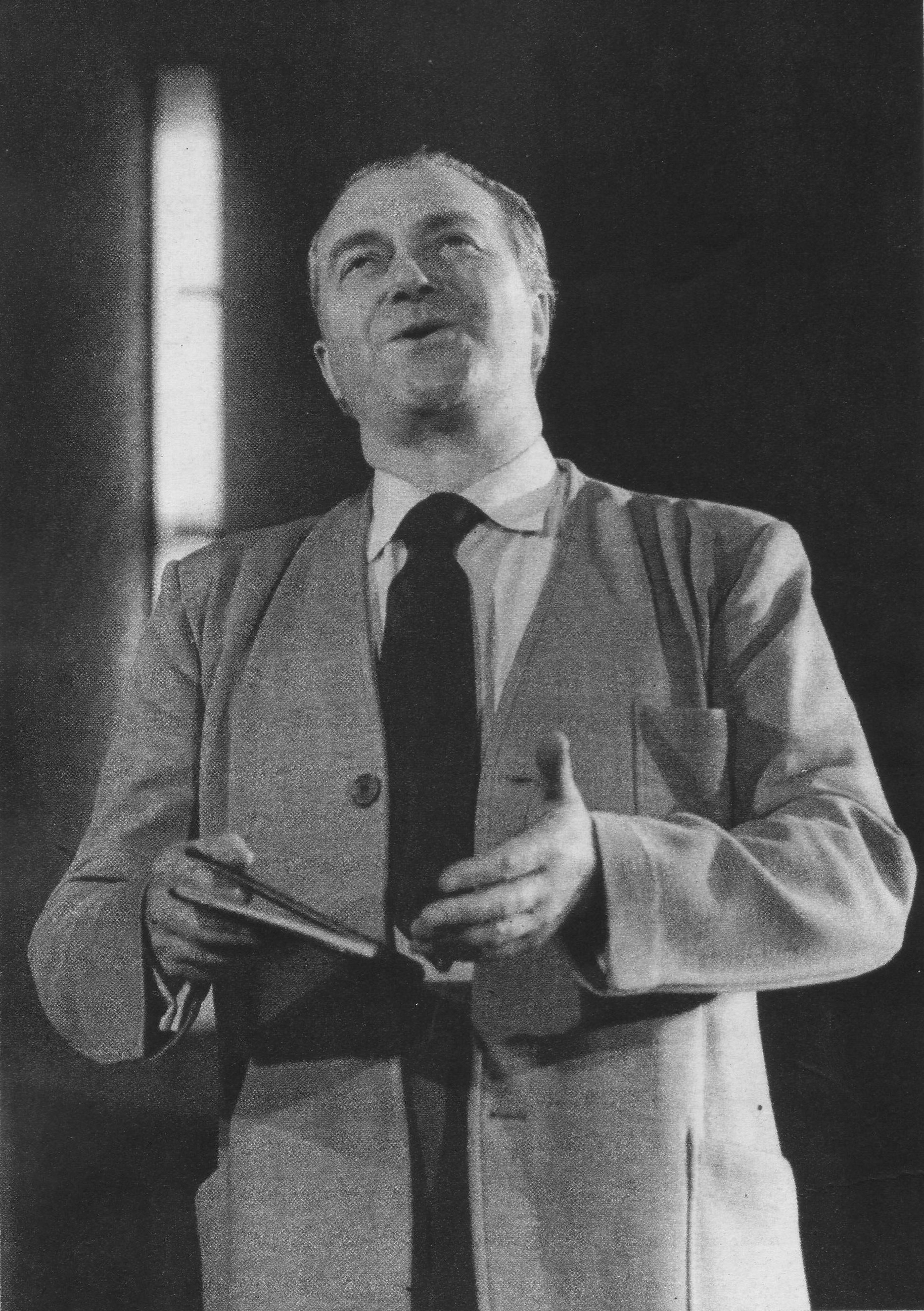
Gerhard Hüsch (1952)

Gerhard Hüsch (* 2. Februar 1901 in Hannover; † 23. November 1984 in München) war ein deutscher Opernsänger (lyrischer Bariton).

## Leben
Gerhard Hüsch begann seine Theaterkarriere als Schauspieler am Schauspielhaus Hannover. Er begann dann eine Gesangsausbildung bei Hans Emge und debütierte 1923 am Stadttheater Osnabrück.
Zwischen 1925 und 1942 sang Hüsch regelmäßig an deutschen, britischen und italienischen Opernhäusern. Ab 1930 lag der Schwerpunkt seiner Tätigkeit in Berlin. Am besten in Erinnerung geblieben ist Hüsch für seine Darstellung des Papageno in Mozarts Die Zauberflöte, so etwa auf der ersten Gesamtaufnahme dieser beliebten Oper mit den Berliner Philharmonikern unter Sir Thomas Beecham aus den Jahren 1937/38. Hüschs Repertoire umfasste die meisten Standardpartien für leichten Bariton, einschließlich der Werke von Wagner (er trat bei den Bayreuther Festspielen auf, vor allem als Wolfram in Tannhäuser) und Richard Strauss (er sang bei der Premiere von Strauss’ Intermezzo). Hüsch beeindruckte weniger durch ein besonders großes Stimmvolumen als durch seine klare Diktion und die elegante Stimmführung.
Diese Qualitäten werden besonders deutlich auf seinen Lieder-Einspielungen aus der Vorkriegszeit. Hüsch nahm die ersten weitgehend ungekürzten Fassungen der großen Liederzyklen Winterreise und Die schöne Müllerin von Franz Schubert auf, ebenso wie Beethovens An die ferne Geliebte. Seine Platten mit Liedern von Hugo Wolf stellten das Werk dieses bis dato eher unbekannten Komponisten erstmals einem größeren Publikum vor. Außerdem nahm Hüsch zahlreiche Lieder von Hans Pfitzner auf, bei denen dieser selbst die Begleitung am Klavier übernahm. Der noch unbekannte finnische Komponist Yrjö Kilpinen fand in Hüsch einen stetigen Befürworter. Hüsch wirkte auch bei Oratorien mit. Bemerkenswert ist seine Darstellung des Jesus in einer kriegsbedingt stark gekürzten Fassung von Bachs Matthäus-Passion.
Hüsch stand 1944 in der Gottbegnadeten-Liste des Reichsministeriums für Volksaufklärung und Propaganda.
Bedingt durch seine politische Naivität in der Zeit des Nationalsozialismus und seine persönliche Nähe zu führenden Nationalsozialisten (wie Rosalind, der Schwester von Baldur von Schirach) fiel Hüsch nach Kriegsende bei den Siegermächten in Ungnade. In der Folgezeit nahm er kaum noch an Konzert- und Opernaufführungen teil, sondern konzentrierte sich auf die Unterrichtstätigkeit. Als Professor an der Münchner Hochschule für Musik zählte er u. a. den britischen Tenor Nigel Rogers und den deutschen Chorleiter Clytus Gottwald zu seinen Schülern. Hüschs Meisterklassen fanden nicht nur in Europa, sondern auch in Japan statt. Inzwischen liegen die meisten seiner zahlreichen Schallplatten-Aufnahmen auch als CD vor. Ebenso liegen bereits seine Platten von 1934 vor: Das Hakenkreuz (TELEFUNKEN A1381 mx 19038) und Deutschland erwache (TELEFUNKEN A1381, mx 19039) mit Mitgliedern des Berliner Philharmonischen Orchesters (siehe OPAL-CD The Rise of Fascism).